# Slippery Sam
Slippery Sam war ein Rennmotorrad von Triumph Motorcycles, das für die 750-Serie entwickelt wurde. Der Name Slippery Sam entstand beim Bol-d’Or-24-Stunden-Rennen 1970 in Frankreich, weil eine defekte Ölpumpe den Fahrer Percy Tait laufend mit Motoröl bespritzte.

## Geschichte

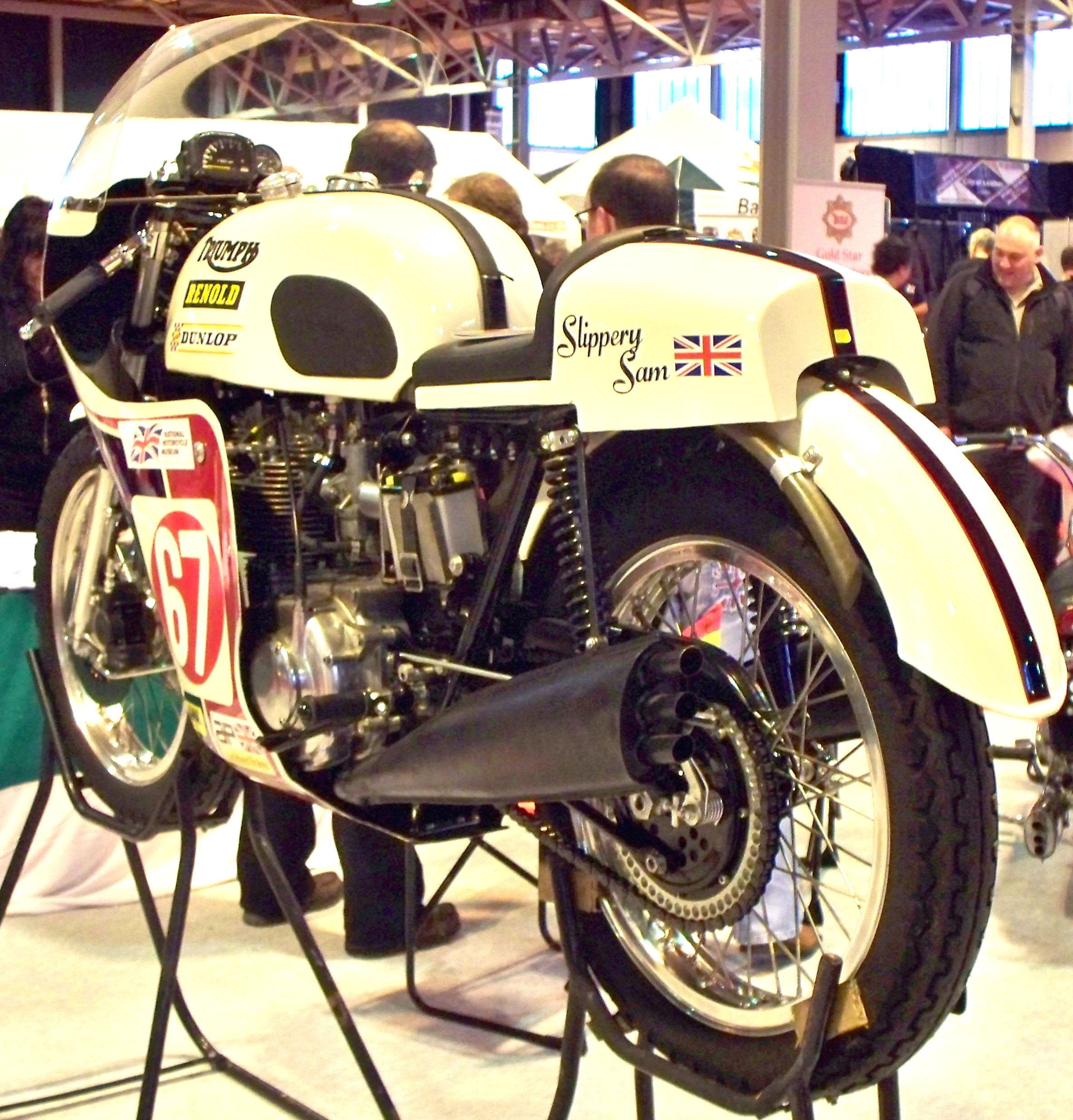

Ende der 1960er-Jahre bekamen die britischen Motorradhersteller zunehmend Konkurrenz aus Japan. Deshalb entschied sich Triumph, auf Basis der Triumph Bonneville eine Dreizylindermaschine zu bauen und der japanischen Konkurrenz in der 750-Produktion-Klasse entgegenzutreten. Das Motorrad bekam den Namen Triumph Trident. Auf Basis dieses Motorrades wurde die Rennmaschine aufgebaut. Das Ergebnis war die Rennmaschine, die später als Slippery Sam in die Geschichte des Motorsports einging.
Eines der wichtigsten und prestigeträchtigsten Rennen für Motorradhersteller war die Bol d’Or. Die Honda CB 750 Four gewann das 24-Stunden-Rennen Bol d’Or auf dem Autodrome de Linas-Montlhéry in Montlhéry, Frankreich von 1969, nachdem Percy Tait, der lange geführt hatte, mit einer undichten Ölpumpe aufgeben musste. Dadurch war das Motorrad über und über mit Öl verschmiert, weswegen es den Spitznamen Slippery Sam erhielt. Dieser Name kennzeichnet also eine einzelne Rennmaschine und nicht den Typ des Motorrads. Heutzutage werden nach dem Muster der Werksrenner aufgebaute Maschinen meist als „Slippery Sam Replica“ bezeichnet, auch wenn sie außen nicht Öl verschmiert sind. Trotz ähnlicher Schwierigkeiten errang die Triumph-Trident-Rennmaschine mit den Fahrern J. C. Lombard und Daniel Rayez den vierten Platz beim Bol d’Or 1969. Im darauf folgenden Jahr konnten Tom Dickie (GB) und Paul Smart (GB) das Rennen schließlich doch gewinnen, nachdem die Probleme mit der Ölpumpe gelöst waren. 1971 konnten Percy Tait und Ray Pickrell den Erfolg wiederholen. Die Rennerfolge mit der Trident waren die letzten von Triumph.
Die originale Slippery Sam, die im Britischen National Motorcycle Museum ausgestellt war, wurde bei einem Brand zerstört. Sie wurde aber komplett neu aufgebaut und ist im Allen Vintage Motorcycle Museum ausgestellt. Es wurden und werden viele Replicas im Design der Slippery Sam hergestellt und zum Teil zu hohen Preisen versteigert.
Slippery Sam war eines von drei ähnlichen Motorrädern, die für Triumph/BSA 1969 speziell für die Produktion-750-Klasse der Isle of Man TT gebaut wurden. Das Fahrwerk wurde von dem Motorradkonstrukteur Doug Hele leicht modifiziert, sodass es einen niedrigeren Schwerpunkt hatte. Hele und Rob Nord waren als Experten für den Bau erfolgreicher Rennmaschinen bekannt. Die Rennversion erfuhr einige weitere Änderungen gegenüber der Serienversion, sie hatte unter anderem vier Ventile pro Zylinder anstelle der zwei des Original-Motors. Die Motorleistung konnte von original 60 auf 82 PS gesteigert werden. Außerdem war sie mit Scheibenbremsen ausgerüstet, das Serienmotorrad musste sich mit Duplex-Trommelbremsen begnügen.

## Erfolge
Die von Les Williams präparierte Slippery Sam gewann die 750-Production-TT-Rennen der Isle of Man fünf Jahre in Folge – 1971 bis 1975 – und ist damit das erfolgreichste Motorrad dieser Klasse. Fahrer waren Mick Grant sowie 1971 Percy Tait und Ray Pickrell. 1974 wurde der erlaubte Hubraum in der Formel 750 auf 1000 cm³ erhöht. Dafür wurde die Formel 750 Classic eingeführt. Die Rennmaschinen auf Basis der Triumph Trident wurden daraufhin auf annähernd 900 cm³ aufgebohrt, um die neue Hubraumgrenze so gut wie möglich auszunutzen. Eine von ihnen gewann das Rennen noch einmal.
Heute bezeichnet Slippery Sam nicht nur die originale Maschine von Les Williams, sondern alle Triumph-Trident-Rennmaschinen jener Zeit, die an der Bol d’Or und den Motorradrennen der Isle of Man TT teilnahmen. Es gab noch einige Abwandlungen wie die Rickman–Trident und die Rob-North-Trident, die zum Teil auch wesentlich größeren Hubraum aufwiesen.

### Motorrad-Weltmeisterschaft
- 1969 – Isle of Man TT – Malcolm Uphill – Sieger Production 750
- 1970 – Isle of Man TT – Malcolm Uphill – Sieger Production 750
- 1971 – Isle of Man TT – Ray Pickrell – Sieger Production 750
- 1972 – Isle of Man TT – Ray Pickrell – Sieger Production 750
- 1973 – Isle of Man TT – Tony Jefferies – Sieger Production 750
- 1977 – Formula TT – Roger Corbett – 7. Platz TT-F1

## Verweise